# Патні (станція)
51°27′40″ пн. ш. 0°12′58″ зх. д. / 51.4611° пн. ш. 0.2162° зх. д.
Патні (англ. Putney) — залізнична станція South Western Railway. Розташована на межі 2-ї та 3-ї тарифних зон, у Патні, боро Вандзверт, західний Лондон, між станціями Вандзверт-таун або Клапгем-джанкшен та Барнс або Ричмонд. Пасажирообіг на 2017 — 8.799 млн осіб
Конструкція станції — наземна відкрита з прямими двома береговими і однією острівною платформою.

## Історія
27. липня 1846 — відкриття станції

## Пересадки
- на автобуси London Buses маршрутів 14, 37, 39, 85, 93, 337, 424, 430 та нічний маршрут N74
- на метростанцію Іст-Патні

## Послуги
| Попередня станція | Лінія | Лінія                 | Лінія | Наступна станція |
| ----------------- | ----- | --------------------- | ----- | ---------------- |
| Вондсворт-таун    |       | South Western Railway |       | Барнс            |
| Клапгем-джанкшен  |       | South Western Railway |       | Ричмонд          |